# Lluís Gallén Balaguer
Lluís Gallén Balaguer (Barcelona, 7 de abril de 1928-25 de mayo de 2022) fue un jugador y entrenador español de hockey sobre patines. Formó parte de la primera selección española de hockey sobre patines de la historia.

## Biografía
Su padre era el encargado en el Skating Club de Barcelona, club que posteriormente se convirtió en Club Patí, y donde empezó a practicar el hockey sobre patines. Permaneció en el club hasta 1944, pasando después por el Frente de Juventudes de Barcelona y por el Centro de Deportes Sabadell. En 1946 fichó por el RCD Espanyol, donde jugó tres temporadas, ganando en las tres el campeonato de Cataluña y el campeonato de España. En 1947 formó parte de la primera selección española, que consiguió la medalla de bronce en la III edición del Campeonato del Mundo y XIII del Campeonato de Europa de hockey sobre patines masculino (Lisboa).
Durante los años 1950 marchó a Brasil por motivos profesionales, y allí jugó y entrenó la SE Palmeiras, con la que ganó tres campeonatos estatales. De vuelta a España, durante la temporada 1967-68 fue entrenador del CE Arenys de Munt.
Su hermano Pere Gallén Balaguer también fue jugador de hockey.
Falleció a los 94 años.